# Pakistanische Cricket-Nationalmannschaft in den West Indies in der Saison 2005
Die Tour der pakistanischen Cricket-Nationalmannschaft in die West Indies in der Saison 2005 fand vom 18. Mai bis zum 7. Juni 2005 statt. Die internationale Cricket-Tour war Bestandteil der Internationalen Cricket-Saison 2005 und umfasste zwei Tests und drei ODIs. Pakistan gewann die ODI-Serie 3–0, während die Test-Serie 1–1 unentschieden endete.

## Vorgeschichte
Für beide Teams war es die erste Tour der Saison. Das letzte Aufeinandertreffen der beiden Mannschaften bei einer Tour fand in der Saison 1999/2000 in den West Indies statt.

## Stadien
Die folgenden Stadien wurden für die Tour als Austragungsort vorgesehen.
| Stadt      | Land                           | Stadion            | Kapazität | Spiele      |
| ---------- | ------------------------------ | ------------------ | --------- | ----------- |
| Bridgetown | Barbados                       | Kensington Oval    | 11.000    | 1. Test     |
| Gros Islet | Saint Lucia                    | Beausejour Stadium | 20.000    | 2. & 3. ODI |
| Kingston   | Jamaika                        | Sabina Park        | 20.000    | 2. Test     |
| Kingstown  | St. Vincent und die Grenadinen | Arnos Vale Stadium | 18.000    | 1. ODI      |

## Kaderlisten
Die West Indies benannten ihren ODI-Kader am 17. Mai und ihren Test-Kader am 22. Mai 2005.
| Test | Test | ODI | ODI |
| West Indies | Pakistan | West Indies | Pakistan |
| --- | --- | --- | --- |
| - Shivnarine Chanderpaul (K) - Tino Best - Courtney Browne (wk) - Corey Collymore - Fidel Edwards - Chris Gayle - Wavell Hinds - Reon King - Brian Lara - Daren Powell - Ramnaresh Sarwan - Devon Smith | - Inzamam-ul-Haq (K) - Younis Khan (VK) - Abdul Razzaq - Asim Kamal - Bazid Khan - Danish Kaneria - Kamran Akmal (wk) - Naved-ul-Hasan - Salman Butt - Shabbir Ahmed - Shahid Afridi - Shoaib Malik - Yasir Hameed | - Shivnarine Chanderpaul (K) - Ian Bradshaw - Dwayne Bravo - Courtney Browne (wk) - Pedro Collins - Corey Collymore - Chris Gayle - Wavell Hinds - Xavier Marshall - Runako Morton - Daren Powell - Ramnaresh Sarwan - Dwayne Smith | - Inzamam-ul-Haq (K) - Younis Khan (VK) - Abdul Razzaq - Arshad Khan - Bazid Khan - Iftikhar Anjum - Kamran Akmal (wk) - Mohammad Yousuf - Naved-ul-Hasan - Salman Butt - Shabbir Ahmed - Shahid Afridi - Shoaib Malik - Yasir Hameed |

## Tour Match
| 15. Mai Scorecard | St John’s | Pakistanis 366-7 (50)           | – | Antigua & Barbuda President’s XI 118 (32.4) |
|                   |           | Pakistanis gewinnt mit 248 Runs |   |                                             |

## One-Day Internationals

### Erstes ODI in Kingstown
| 18. Mai Scorecard | Kingstown | Pakistan 192 (44.3)          | – | West Indies 133 (45.2) |
|                   |           | Pakistan gewinnt mit 59 Runs |   |                        |

### Zweites ODI in Gros Islet
| 21. Mai Scorecard | Gros Islet | Pakistan 258-8 (50)          | – | West Indies 218 (48.2) |
|                   |            | Pakistan gewinnt mit 40 Runs |   |                        |

### Drittes ODI in Gros Islet
| 22. Mai Scorecard | Gros Islet | Pakistan 303-6 (50)          | – | West Indies 281 (49.3) |
|                   |            | Pakistan gewinnt mit 22 Runs |   |                        |

## Tests

### Erster Test in Bridgetown
| 26. – 29. Mai Scorecard | Bridgetown | West Indies 345 (83.3) & 371 (102) | – | Pakistan 144 (43.4) & 269 (62.3) |
|                         |            | West Indies gewinnt mit 276 Runs   |   |                                  |

### Zweiter Test in Kingston
| 3. – 7. Juni Scorecard | Kingston | Pakistan 374 (100.3) & 309 (77.5) | – | West Indies 404 (112) & 143 (52.5) |
|                        |          | Pakistan gewinnt mit 136 Runs     |   |                                    |

## Statistiken
Die folgenden Cricketstatistiken wurden bei dieser Tour erzielt.
| Tests                  | Tests       | Tests   | Tests   | Tests   | Tests   | Tests   | Tests   | Tests   |
| Batting                | Batting     | Batting | Batting | Batting | Batting | Batting | Batting | Batting |
| Spieler                | Mannschaft  | Spiele  | Innings | Runs    | Average | HS      | 100s    | 50s     |
| ---------------------- | ----------- | ------- | ------- | ------- | ------- | ------- | ------- | ------- |
| Brian Lara             | West Indies | 2       | 4       | 331     | 82,75   | 153     | 2       | 0       |
| Shivnarine Chanderpaul | West Indies | 2       | 4       | 273     | 91,00   | 153*    | 1       | 1       |
| Shahid Afridi          | Pakistan    | 2       | 4       | 214     | 53,50   | 122     | 1       | 0       |
| Younis Khan            | Pakistan    | 2       | 4       | 180     | 45,00   | 106     | 1       | 0       |
| Inzamam-ul-Haq         | Pakistan    | 1       | 2       | 167     | 167,00  | 117*    | 1       | 1       |
| Bowling                |             |         |         |         |         |         |         |         |
| Spieler                | Mannschaft  | Spiele  | Overs   | Wickets | Average | BBI     | 5W      | 10W     |
| Corey Collymore        | West Indies | 2       | 72      | 15      | 15,60   | 7/78    | 1       | 1       |
| Shabbir Ahmed          | Pakistan    | 2       | 78.5    | 13      | 19,61   | 4/55    | 0       | 0       |
| Danish Kaneria         | Pakistan    | 2       | 99.2    | 11      | 33,54   | 5/46    | 1       | 0       |
| Abdul Razzaq           | Pakistan    | 2       | 69      | 8       | 26,75   | 3/58    | 0       | 0       |
| Chris Gayle            | West Indies | 2       | 53.3    | 7       | 30,14   | 5/91    | 1       | 0       |

| ODIs            | ODIs        | ODIs    | ODIs    | ODIs    | ODIs    | ODIs    | ODIs    | ODIs    |
| Batting         | Batting     | Batting | Batting | Batting | Batting | Batting | Batting | Batting |
| Spieler         | Mannschaft  | Spiele  | Innings | Runs    | Average | HS      | 100s    | 50s     |
| --------------- | ----------- | ------- | ------- | ------- | ------- | ------- | ------- | ------- |
| Chris Gayle     | West Indies | 3       | 3       | 189     | 63,00   | 124     | 1       | 0       |
| Yousuf Youhana  | Pakistan    | 3       | 3       | 101     | 33,66   | 50      | 0       | 1       |
| Younis Khan     | Pakistan    | 3       | 3       | 97      | 32,33   | 48      | 0       | 0       |
| Runako Morton   | West Indies | 3       | 3       | 95      | 31,66   | 55      | 0       | 1       |
| Shahid Afridi   | Pakistan    | 3       | 3       | 92      | 30,66   | 56      | 0       | 1       |
| Bowling         |             |         |         |         |         |         |         |         |
| Spieler         | Mannschaft  | Spiele  | Overs   | Wickets | Average | BBI     | 5W      | 10W     |
| Abdul Razzaq    | Pakistan    | 3       | 21.3    | 8       | 13,25   | 4/29    | 0       | 0       |
| Naved-ul-Hasan  | Pakistan    | 3       | 24.2    | 7       | 13,00   | 3/48    | 0       | 0       |
| Shahid Afridi   | Pakistan    | 3       | 26      | 6       | 16,83   | 4/38    | 0       | 0       |
| Corey Collymore | West Indies | 3       | 27.4    | 6       | 19,16   | 3/40    | 0       | 0       |
| Shabbir Ahmed   | Pakistan    | 3       | 26.2    | 4       | 30,25   | 2/19    | 0       | 0       |
| Ian Bradshaw    | West Indies | 3       | 25      | 4       | 33,00   | 2/27    | 0       | 0       |
| Chris Gayle     | West Indies | 3       | 30      | 4       | 38,00   | 3/48    | 0       | 0       |

## Player of the Series
Als Player of the Series wurden die folgenden Spieler ausgezeichnet.
| Serie | Player of the Series |
| ----- | -------------------- |
| Test  | Brian Lara           |
| ODI   | Shahid Afridi        |

### Player of the Match
Als Player of the Match wurden die folgenden Spieler ausgezeichnet.
| Spiel   | Player of the Match    |
| ------- | ---------------------- |
| 1. ODI  | Abdul Razzaq           |
| 2. ODI  | Shoaib Malik           |
| 3. ODI  | Shahid Afridi          |
| 1. Test | Shivnarine Chanderpaul |
| 2. Test | Danish Kaneria         |